# 로차주

로차주의 위치

로차주(스페인어: Departamento de Rocha)는 우루과이 동부에 위치한 주로 주도는 로차이며 면적은 10,551km2, 인구는 68,088명(2011년 기준)이다. 서쪽으로는 말도나도주, 북서쪽으로는 라바예하주, 북쪽으로는 트레인타이트레스주와 접하며 북동쪽으로는 브라질과 국경을 접한다.

주기
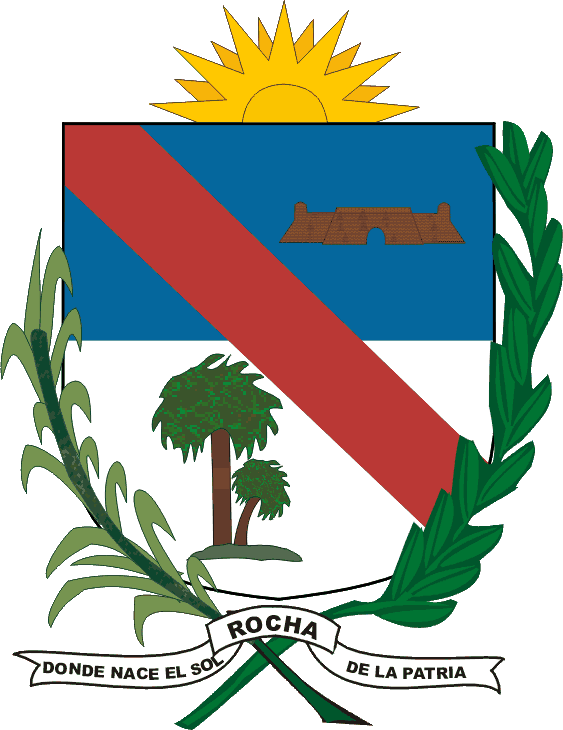
주 문장